# Agogo
Agogo (port. agogô) – instrument muzyczny podobny do krowiego dzwonka rozpowszechniony wśród ludów Joruba, Igala i Edo zamieszujących Nigerię oraz w Brazylii. Występuje w formie pojedynczego kielicha, lub dwóch kielichów połączonych zagiętym prętem. W Brazylii może również składać się z trzech lub czterech kielichów. Nie ma serca – dźwięki wydaje się uderzając w korpus metalową lub drewnianą pałką.
Poza wykorzystaniem ludowym, ma zastosowanie w brazylijskich sambie i capoeirze. Na Kubie używana jest w obrzędach związanych z santerią.